# Trinkwassernetz
Trinkwassernetz ist ein Wasserverteilungssystem, das ausschließlich der Versorgung mit Trinkwasser dient. Bestandteile dieses Systems sind Wasserleitungen, Einrichtungen zur Herstellung des notwendigen Wasserdrucks, Mess- und Überwachungseinrichtungen. Teilweise werden auch Anlagen zur Wasseraufbereitung als Teil des Trinkwassernetzes angesehen.
In England wurde die erste Wasserversorgung bereits in den 1840er-Jahren eingerichtet. Ein mit heutigen Maßstäben vergleichbares Trinkwassernetz entstand 1848 in Hamburg.
In Deutschland und in Österreich wird die Beschaffenheit des Trinkwassers durch die Trinkwasserverordnung (TrinkwV) geregelt. Um Verwechslungen und mögliche Gesundheitsgefährdungen zu vermeiden, müssen Wasserzapfstellen – z. B. historische Brunnen in Städten, Waschwasserzapfstellen in Zügen der Deutschen Bahn – besonders gekennzeichnet werden. Diese besondere Kennzeichnung kann durch ein Schild mit der Aufschrift „Kein Trinkwasser“ oder ein entsprechendes Symbol erfolgen.
Mehr als 99 % der Bevölkerung in Deutschland sind an ein Trinkwassernetz angeschlossen. Das Trinkwasser wird für die Ernährung, zum Waschen, für die Toilettenspülung und zum Bewässern von Gärten und landwirtschaftlichen Flächen, aber auch als Betriebswasser von Gewerbe- und Industriebetrieben eingesetzt. Eine Beschränkung oder ein Verbot für die Verwendung von Trinkwasser besteht nicht. Umgekehrt darf kein Regenwasser oder anderes Fremdwasser in Trinkwasserleitungen eingespeist werden.
Deutschland, Österreich und die Schweiz sind aufgrund ihrer geographischen Lage und Niederschlagssituation so wasserreich, dass der Wasserbedarf meist lokal oder regional gedeckt werden kann und bisher keine Notwendigkeit zur Installation von zwei getrennten Systemen, nämlich Grauwasser und Regenwasser einerseits sowie Trinkwasser andererseits, bestand.
Im Jahr 2000 untersuchte ein vom Bundeswirtschaftsministerium in Auftrag gegebenes Forschungsvorhaben die Konkurrenz zwischen benachbarten Versorgungsunternehmen und die Möglichkeiten der Liberalisierung der Trinkwasserversorgung ähnlich wie im Strom- und Telekommunikationssektor. Der Endbericht wurde im Juli 2001 vorgelegt.

## Besitzverhältnisse in Europa

### Deutschland

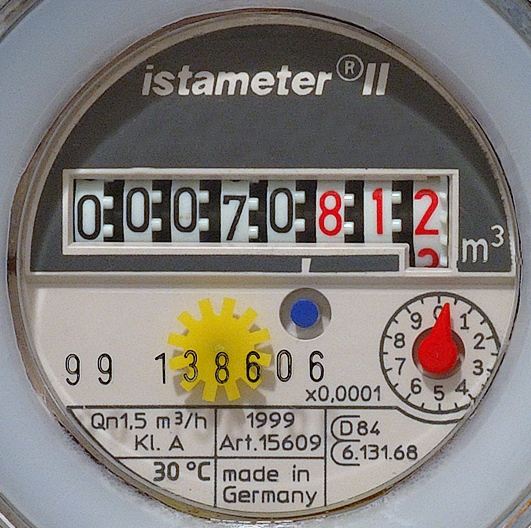
Wasserzähler

In Deutschland gibt es mehr als 6.000 öffentliche Trinkwasserversorger und etwa 6.000 Abwasserentsorger. Bei den meisten handelt es sich um Regiebetriebe kleinerer Gemeinden. Die Wasserversorgung in Deutschland ist zu mehr als 90 % in kommunaler Hand. Unter den 1.266 größeren Trinkwasserversorgern sind etwa 15 % Eigenbetriebe; 16 % Zweckverbände; 63 % Eigenunternehmen, die entweder im öffentlichen, gemischten oder privaten Eigentum sind. 6 % der Trinkwasserversorger sind Wasser- und Bodenverbände. Nur 3,5 % der Trinkwasserversorger sind in privatem Eigentum. Es sind keine Angaben verfügbar über den Anteil der Unternehmen in gemischtem Eigentum, eine zunehmend häufigere Form des Eigentums. Viele Trinkwasserversorger sind Unternehmen, die auch Strom, Gas und/oder Fernwärme anbieten und in diesen Bereichen den größten Teil ihres Umsatzes erzielen.

### Frankreich
In Frankreich hat die Verwaltung der Wasserversorgung durch die Privatwirtschaft eine lange Tradition. Schon im 19. Jahrhundert als Folge der Industriellen Revolution wurde die Wasserversorgung vieler Gemeinden in die Hände börsennotierter Unternehmen gelegt. Nach dem Zweiten Weltkrieg wurde beim Wiederaufbau in den 1950er Jahren von vielen Gemeinden die Erhaltung und der Ausbau der Infrastruktur für die Wasserversorgung privaten Unternehmen übertragen, die dafür den Wasserpreis festsetzen können. Während die Verträge im 19. Jahrhundert sehr langfristig waren und ihre Dauer bis zu 99 Jahre betrug, sind sie heute auf 12 bis 30 Jahre begrenzt. Es bildeten sich in der Folge von Banken gestützte Konzerne, die heute weltweit operieren.

### England
Das im Jahre 1989 gegründete private Unternehmen Thames Water versorgt Groß-London, die Themse-Region, die Grafschaften Surrey, Gloucestershire, Wiltshire, Kent und einige weitere Gebiete in England mit Trinkwasser. Die durchschnittliche Tagesleistung beträgt 2,6 Milliarden Liter.